# اعتباربخشی
اعتباربخشی (به انگلیسی: Accreditation) روندی است که در آن صدور گواهینامه صلاحیت، اختیار یا اعتبار به یک واحد، مرکز یا سازمان ارائه می‌گردد.
اعتبار بخشی برای تشریح کیفیت خدمات بهداشتی - درمانی و به عنوان مبنای تفکر آن به کارگرفته می‌شود.